# Penicillium bialowiezense
Penicíllium bialowiezénse (лат.) — вид несовершенных грибов (телеоморфная стадия неизвестна), относящийся к роду Пеницилл (Penicillium).

## Описание
Колонии на CYA бархатистые, на 7-е сутки 1—2,5 см в диаметре, с тускло-зелёным или серо-зелёным спороношением, часто с каплями прозрачного или красновато-коричневого экссудата. Реверс бежевый или желтовато-кремовый, выделяемый в среду пигмент бледный или светло-коричневый. На агаре с солодовым экстрактом (MEA) колонии на 7-е сутки 1—1,5 см в диаметре. На агаре с дрожжевым экстрактом и сахарозой (YES) колонии на 7-е сутки 2—3 см в диаметре, с кремовым до кремово-бежевого реверсом.
При 37 °C рост отсутствует.
Конидиеносцы трёхъярусные, длинные, с прижатыми элементами. Веточки 15—25 мкм длиной и 4—5 мкм толщиной. Метулы цилиндрические, вздутые на верхушке, 10—15 мкм длиной. Фиалиды цилиндрические, постепенно суженные в шейку, 6,5—9 × 2,5—3 мкм. Конидии эллипсоидальные до почти шаровидных, 2,5—3,5 × 2—3 мкм, слабо шероховатые.

### Отличия от близких видов
Определяется по эллипсоидальным едва шероховатым конидиям, широким длинным ножкам конидиеносцев, элементы которых короткие и прижатые. Наиболее близок Penicillium brevicompactum, от которого отличается более короткими и менее широкими кисточками. В отличие от последнего вида, продуцирующего бревианамид A, P. bialowiezense продуцитует хинолактацин A.

## Экология и значение
Широко распространённый гриб, выделяемый из лесных почв, с различных пищевых продуктов, из воздуха.
Может разлажать кожу. Встречается на йогуртовых продуктах, может вызывать пищевые отравления.

## Таксономия
Впервые выделен из почвы в Беловежской пуще (отсюда название) на территории Польши.
Penicillium bialowiezense K.Zaleski, Bull. Int. Acad. Polon. Sci., Sér. B., Sci. Nat. 450 (1927).

### Синонимы
- Penicillium biourgeianum K.Zaleski, 1927